# Liste der Kulturdenkmäler in Sulzbach (Hunsrück)
In der Liste der Kulturdenkmäler in Sulzbach sind alle Kulturdenkmäler der rheinland-pfälzischen Ortsgemeinde Sulzbach aufgeführt. Grundlage ist die Denkmalliste des Landes Rheinland-Pfalz (Stand: 12. Juni 2023).

## Einzeldenkmäler
| Bezeichnung          | Lage                               | Baujahr                | Beschreibung | Bild                           |
| -------------------- | ---------------------------------- | ---------------------- | --- | ------------------------------ |
| Genossenschaftsmühle | Hauptstraße 18 Lage                |                        | Krüppelwalmdachbau; mit Ausstattung | BW                             |
| Evangelische Kirche  | Kirchstraße Lage                   | 1367                   | Saalbau aus der ersten Hälfte des 18. Jahrhunderts, Ostturm dendrodatiert im Erdgeschoss 1367, im Obergeschoss 1473; Ausstattung, Orgel, bezeichnet 1746, von Johann Michael Stumm; zwei Stahlglocken des Bochumer Vereins, 1924 | weitere Bilder Fotos hochladen |
| Kriegerdenkmal       | Kirchstraße, auf dem Friedhof Lage | 1929                   | Kriegerdenkmal, reliefierte Sandsteinstele, bekrönt von Eisernem Kreuz, 1929, Firma F. Ritter und Nachfolger | BW                             |
| Schulhaus            | Kirchstraße 12 Lage                | 1913–15                | ehemalige Schule; aufgegliederter Bau mit weit heruntergezogenen Dächern, Landhausstil, expressionistische Anklänge, 1913–15 | Fotos hochladen                |
| Wohnhaus             | Pflasterstraße 1 Lage              | spätes 19. Jahrhundert | eingeschossiges Fachwerkwohnhaus mit Kniestock, spätes 19. Jahrhundert | BW                             |